# Демидов, Борис Тихонович
Борис Тихонович Демидов (род. 31 января 1928, Москва) — советский футболист, защитник, полузащитник. Мастер спорта СССР. Тренер.

## Биография
Работал слесарем на фабрике «Победа Октября» (июль 1942 — июль 1948). Награждён медалями «„За доблестный труд в Великой Отечественной войне 1941—1945 гг.“» (1995) и «Ветеран труда» (1988).
Воспитанник московского «Спартака» (1936—1948).
В 1948—1952 годах играл за команду города Калинина.
С ноября 1952 по май 1953 — в московском «Локомотиве».
Полтора сезона отыграл в «Красной Звезде» Петрозаводск, также играл в хоккей с мячом.
С 1955 года — в команде «Трудовые резервы» Ленинград.
В июле 1957 перешёл в «Авангард»; за команду, переименованную в «Адмиралтеец», играл до 1961 года, когда и завершил карьеру. Полуфиналист Кубка СССР 1961.
Окончил школу тренеров при ГОЛИФК имени Лесгафта (1960—1962).
Работал тренером в ленинградских командах ЛМЗ (1962, 1966), «Спектр» (СКБ АН СССР, июль 1967 — сентябрь 1970; также хоккей с шайбой), завода им. Калинина (ноябрь 1970 — июль 1971), «Металлический завод» (сентябрь 1971 — ноябрь 1972; март 1973 — июнь 1975), «Красный Выборжец» (июль 1975 — январь 1982), «Невский завод» (август 1982 — июнь 1988; май — сентябрь 1992).